# Cenopalpus mughalii
Cenopalpus mughalii är en spindeldjursart som beskrevs av Akbar och Aheer 1990. Cenopalpus mughalii ingår i släktet Cenopalpus och familjen Tenuipalpidae. Inga underarter finns listade i Catalogue of Life.